# Antonina Mirska
Antonina Mirska (właściwie Marcjanna Mirska; ur. 28 lipca 1822 w Przemyślu, zm. 23 listopada 1905 w Rodatyczach) – zakonnica, założycielka zgromadzenia Sióstr Opatrzności Bożej, Służebnica Boża Kościoła katolickiego. 

## Życiorys
W 1840 wstąpiła do zgromadzenia szarytek we Lwowie, pracując tam jako pielęgniarka. Zgromadzenie opuściła po kilku latach. Następnie odbyła nowicjat w Laval we Francji (przyjmując imię zakonne Antonina). Od 1854 pracowała w Zakładzie św. Teresy we Lwowie. W 1857 złożyła śluby wieczyste. Wtedy też powstało Zgromadzenie Sióstr Opatrzności Bożej, zatwierdzone w lipcu 1867, w którym pełniła funkcję przełożonej generalnej aż do śmierci. Zmarła na zapalenie płuc 23 listopada 1905. Została pochowana w Rodatyczach.
W 2008 jej szczątki zostały przeniesione do Przemyśla, a po ich oczyszczeniu spoczęły w domu Zgromadzenia Sióstr Opatrzności Bożej w Grodzisku Mazowieckim.

## Proces beatyfikacyjny
25 listopada 1994 w Przemyślu rozpoczął się proces beatyfikacyjny Matki Antoniny Mirskiej, od tego czasu przysługuje jej tytuł Służebnicy Bożej. Etap diecezjalny jej procesu beatyfikacyjnego zakończył się 8 stycznia 2019. Następnie dokumenty zostały wysłane do Watykanu. 